# Kristin Hersh
Kristin Hersh (Atlanta, 7 agosto 1966) è una cantautrice e musicista statunitense.

## Biografia
Dal 1981 si è fatta notare come leader del gruppo alternative rock Throwing Muses, prima di lanciarsi nella carriera solista accompagnata dalla sua chitarra acustica. Nel 2003 ha formato un power trio dal nome 50 Foot Wave. Ha scritto anche un libro, Rat Girl, pubblicato negli Stati Uniti nell'agosto 2010 dalla Penguin Books.

## Discografia solista
Album studio
- 1994 - Hips and Makers
- 1998 - Strange Angels
- 1998 - Murder, Misery and Then Goodnight
- 1999 - Sky Motel
- 2001 - Sunny Border Blue
- 2003 - The Grotto
- 2007 - Learn to Sing Like a Star
- 2010 - Crooked
- 2016 - Wyatt at the Coyote Palace
- 2023 - Clear Pond Road

Album live
- 1992 - Live at Maxwell's
- 2001 - Live at Noe Valley Ministry
- 2005 - Instant Live: Paradise Boston, Ma. 1/28/05
- 2010 - Cats and Mice

EP
- 1994 - Strings
- 1995 - The Holy Single